# Mountainbike-Orienteering-Weltmeisterschaften 2012
Die 10. Mountainbike-Orienteering-Weltmeisterschaften fanden vom 20. bis 25. August 2012 in der Gegend um Veszprém in Ungarn statt.

## Herren

### Sprint
| Platz | Land | Athlet                  | Zeit      |
| ----- | ---- | ----------------------- | --------- |
| 1     | AUT  | Tobias Breitschädel     | 24:45 min |
| 2     | CZE  | Marek Pospíšek          | 24:47 min |
| 3     | RUS  | Ruslan Grizan           | 24:59 min |
| 4     | CZE  | František Bogar         | 25:35 min |
| 5     | FIN  | Jussi Laurila           | 25:43 min |
| 6     | RUS  | Waleri Gluchow          | 25:53 min |
| 7     | LTU  | Regimantas Kavaliauskas | 26:01 min |
| 8     | CZE  | Jiři Hradil             | 26:15 min |

Finale:

Ort:

Länge: 6,9 km

Steigung: 135 m

Posten: 20

### Mitteldistanz
| Platz | Land | Athlet          | Zeit      |
| ----- | ---- | --------------- | --------- |
| 1     | FIN  | Samuli Saarela  | 50:49 min |
| 2     | RUS  | Anton Foliforow | 51:42 min |
| 3     | FIN  | Samuel Pökälä   | 51:46 min |
| 3     | CZE  | Jan Svoboda     | 51:46 min |
| 5     | RUS  | Ruslan Grizan   | 52:18 min |
| 6     | FIN  | Jussi Laurila   | 52:19 min |
| 7     | CZE  | Marek Pospíšek  | 52:25 min |
| 8     | FIN  | Juha Saarinen   | 52:46 min |

Finale:

Ort:

Länge: 14,4 km

Steigung: 240 m

Posten: 21

### Langdistanz
| Platz | Land | Athlet         | Zeit      |
| ----- | ---- | -------------- | --------- |
| 1     | RUS  | Ruslan Grizan  | 1:30:41 h |
| 2     | FIN  | Juho Saarinen  | 1:30:57 h |
| 3     | FIN  | Samuel Pökälä  | 1:31:34 h |
| 4     | FIN  | Samuli Saarela | 1:31:41 h |
| 5     | POR  | Davide Machado | 1:35:01 h |
| 6     | EST  | Tonis Erm      | 1:35:13 h |
| 7     | SUI  | Beat Schaffner | 1:35:24 h |
| 8     | FIN  | Jussi Laurila  | 1:35:37 h |

Finale:

Ort:

Länge: 29,3 km

Steigung: 310 m

Posten: 29

### Staffel
| Platz | Land | Athleten                                                    | Zeit      |
| ----- | ---- | ----------------------------------------------------------- | --------- |
| 1     | FIN  | Pekka Niemi Samuli Saarela Jussi Laurila                    | 2:16:04 h |
| 2     | RUS  | Waleri Gluchow Ruslan Grizan Anton Foliforow                | 2:16:47 h |
| 3     | AUT  | Bernhard Schachinger Kevin Haselsberger Tobias Breitschädel | 2:17:06 h |
| 4     | CZE  | Radek Laciga Martin Sevcik Jan Svoboda                      | 2:20:00 h |
| 5     | FRA  | Stephane Toussaint Clement Souvray Yoann Garde              | 2:24:13 h |
| 6     | SUI  | Christian Wüthrich Beat Okle Beat Schaffner                 | 2:24:58 h |
| 7     | ITA  | Piero Turra Giaime Origgi Luca Dallavalle                   | 2:31:53 h |
| 8     | POR  | João Ferreira Carlos Simoes Davide Machado                  | 2:32:03 h |

Finale:

Ort:

## Damen

### Sprint
| Platz | Land | Athletin            | Zeit      |
| ----- | ---- | ------------------- | --------- |
| 1     | SUI  | Christine Schaffner | 21:45 min |
| 2     | GBR  | Emily Benham        | 22:07 min |
| 3     | POL  | Anna Kaminska       | 22:33 min |
| 4     | RUS  | Tatjana Repina      | 22:39 min |
| 5     | FRA  | Gaelle Barlet       | 24:02 min |
| 6     | AUT  | Michaela Gigon      | 24:03 min |
| 7     | DEN  | Nina Hoffmann       | 24:17 min |
| 8     | SVK  | Hana Garde          | 24:31 min |

Finale:

Ort:

Länge: 5,1 km

Steigung: 105 m

Posten: 17

### Mitteldistanz
| Platz | Land | Athletin            | Zeit      |
| ----- | ---- | ------------------- | --------- |
| 1     | SUI  | Ursina Jäggi        | 46:40 min |
| 2     | FIN  | Ingrid Stengård     | 47:35 min |
| 3     | DEN  | Nina Hoffmann       | 48:42 min |
| 4     | LTU  | Ramunė Arlauskienė  | 48:44 min |
| 5     | ITA  | Laura Scaravonati   | 48:46 min |
| 6     | FRA  | Gaelle Barlet       | 48:48 min |
| 7     | SUI  | Christine Schaffner | 49:07 min |
| 8     | AUT  | Michaela Gigon      | 49:11 min |

Finale:

Ort:

Länge: 11,7 km

Steigung: 205 m

Posten: 17

### Langdistanz
| Platz | Land | Athletin            | Zeit      |
| ----- | ---- | ------------------- | --------- |
| 1     | FIN  | Susanna Laurila     | 1:17:27 h |
| 2     | RUS  | Xenia Tschernych    | 1:17:50 h |
| 3     | FIN  | Marika Hara         | 1:19:15 h |
| 4     | SUI  | Annick Béguin       | 1:19:38 h |
| 5     | SUI  | Ursina Jäggi        | 1:20:43 h |
| 6     | SUI  | Christine Schaffner | 1:21:02 h |
| 7     | FIN  | Ingrid Stengård     | 1:21:27 h |
| 8     | AUT  | Michaela Gigon      | 1:21:49 h |

Finale:

Ort:

Länge: 21,5 km

Steigung: 250 m

Posten: 24

### Staffel
| Platz | Land | Athletinnen                                           | Zeit      |
| ----- | ---- | ----------------------------------------------------- | --------- |
| 1     | FIN  | Marika Hara Ingrid Stengård Susanna Laurila           | 2:15:12 h |
| 2     | SUI  | Maja Rothweiler Ursina Jäggi Christine Schaffner      | 2:17:31 h |
| 3     | SVK  | Daniela Trnovcová Stanislava Fajtová Hana Garde       | 2:26:02 h |
| 4     | AUT  | Sonja Reisinger-Zinkl Marina Reiner Michaela Gigon    | 2:27:48 h |
| 5     | FRA  | Gaelle Barlet Madeleine Tirbois-Kammerer Laure Coupat | 2:28:36 h |
| 6     | CZE  | Marie Hrdinova Marie Brezinova Hana La Carbonara      | 2:28:45 h |
| 7     | DEN  | Nina Hoffmann Caecilie Christoffersen Camilla Sögaard | 2:29:46 h |
| 8     | SWE  | Sanna Wallenborg Fredrika Alvarsson Cecilia Thomasson | 2:34:41 h |

Finale:

Ort:

## Medaillenspiegel
| Platz | Land                   | Gold | Silber | Bronze | Gesamt |
| ----- | ---------------------- | ---- | ------ | ------ | ------ |
| 1     | Finnland               | 4    | 2      | 3      | 9      |
| 2     | Schweiz                | 2    | 1      | –      | 3      |
| 3     | Russland               | 1    | 3      | 1      | 5      |
| 4     | Österreich             | 1    | –      | 1      | 2      |
| 5     | Tschechien             | –    | 1      | 1      | 2      |
| 6     | Vereinigtes Königreich | –    | 1      | –      | 1      |
| 7     | Dänemark               | –    | –      | 1      | 1      |
|       | Polen                  | –    | –      | 1      | 1      |
|       | Slowakei               | –    | –      | 1      | 1      |

## Erfolgreichste Teilnehmer
| Platz | Athlet/in           | Gold | Silber | Bronze | Gesamt |
| ----- | ------------------- | ---- | ------ | ------ | ------ |
| 1     | Susanna Laurila     | 2    | –      | –      | 2      |
|       | Samuli Saarela      | 2    | –      | –      | 2      |
| 3     | Ruslan Grizan       | 1    | 1      | 1      | 3      |
| 4     | Ursina Jäggi        | 1    | 1      | –      | 2      |
|       | Christine Schaffner | 1    | 1      | –      | 2      |
|       | Ingrid Stengård     | 1    | 1      | –      | 2      |
| 7     | Tobias Breitschädel | 1    | –      | 1      | 2      |
|       | Marika Hara         | 1    | –      | 1      | 2      |